# 日本城郭協会
公益財団法人日本城郭協会（にほんじょうかくきょうかい, 英語訳: Japanese Castles Association; 正式な和製英語訳：Japan Castle Foundation）は、世界各国の城郭に関する研究、調査事業を実施している公益法人。東京都杉並区に本部を置く。元文部科学省生涯学習政策局社会教育課所管。
城に関する貢献を顕彰する「日本城郭協会賞」を2022年に創設し、4月6日（城の日）に公表していく予定である。

## 概要
- 主な目的：城郭の調査研究
- 日本城郭協会役員[3]
  - 評議員
    - (議長) 神村謙二
    - 秦雪絵
    - 清水淳郎
    - 三浦正幸
    - 馬鳥誠
    - 中井均
    - 島﨑征郎
    - 諏訪間順
    - 平山優

  - 監事
    - 鶴和千秋
    - 森木隆裕
- 沿革：1956年4月設立、1967年6月に文部大臣の認可を受け財団法人化[4]
- 本部所在地：東京都杉並区成田東3-12-21

### 設立当時の役員
肩書は当時のもの。2014年時点で小野忠熈以外は故人。
- 代表世話人・常任理事
  - 井上宗和（城郭学者）
- 理事
  - 鳥羽正雄（東洋大学教授・日本史）
  - 藤岡通夫（東京工業大学教授・建築史）
  - 田辺泰（早稲田大学教授・建築史）

城戸久（名古屋工業大学・建築史）
- 評議委員
  - 岸田日出刀（東京大学教授・建築史）
  - 堀米庸三（東京大学教授・西洋史）
  - 喜内敏（金沢大学教授・土木史）
  - 藤島亥治郎（東京大学教授・建築史）
  - 小野忠熈（広島大学教授・考古学）

### 日本城郭協会学生研究会
日本城郭協会学生研究会は、1961年（昭和36年）に日本城郭協会の学生会員によって結成された。機関紙は『城郭だより』。城の見学会や中世城郭の発掘調査などを行っていた。1966年（昭和41年）に日本城郭協会から独立し、日本城郭学生研究会となるが、昭和40年代半ばに後継者不在で活動は停止した。
1971年（昭和46年）にOBらによって学生研究会の再建大会が開かれて城の見学会を再会するが、学生研究会を担う新しい学生の参加が見込めなかったため、中世城郭研究会として新発足することになり、現在に至っている。
ちなみに、1967年（昭和42年）設立の日本城郭資料館の調査会には、上記学生研究会のOBが多く参加していたが、機関紙『城郭史研究』は1972年（昭和47年）に終刊し、まもなく資料館自体も活動を停止した。